# Лесона
Лесо̀на (на италиански: Lessona; на пиемонтски: Alson-a, Алсон-а) е малко градче и община в Северна Италия, провинция Биела, регион Пиемонт. Разположено е на 360 m надморска височина. Населението на общината е 2855 души (към 2010 г.).